# Бедринець великий
Бедринець великий, бедріне́ць вели́кий (Pimpinella major) — вид трав'янистих рослин родини окружкові (Apiaceae), поширений у Європі.

## Опис
Багаторічна рослина 40–100 см. Кореневище від горизонтального до дещо піднятого. Рослина гола. Стебла розгалужені у верхній частині, гостро ребристі, принаймні нижня частина порожниста, під час цвітіння при основі з бічними розетками листків. Прикореневі листки на черешках, перисті, з 2–4 парами яйцюватих або довгасто-яйцюватих крупно і гостро надрезано-пилчастих часток; середні й верхні стеблові листки сидячі, на розширених піхвах. Зонтики з 3–10 тонкими променями. Віночок від білого до червонуватого забарвлення, менше 5 мм ушир; пелюстків 5, виїмкові. Чашолистки чахлі. Тичинок 5. Плоди видовжено яйцеподібні, 2.5–3.5 мм завдовжки.

## Поширення
Поширений у Європі.
В Україні вид зростає в тінистих лісах, серед чагарників, на галявинах і луках — у Закарпатті, Карпатах, лісових і лісостепових правобережних районах (до Канева).

## Галерея

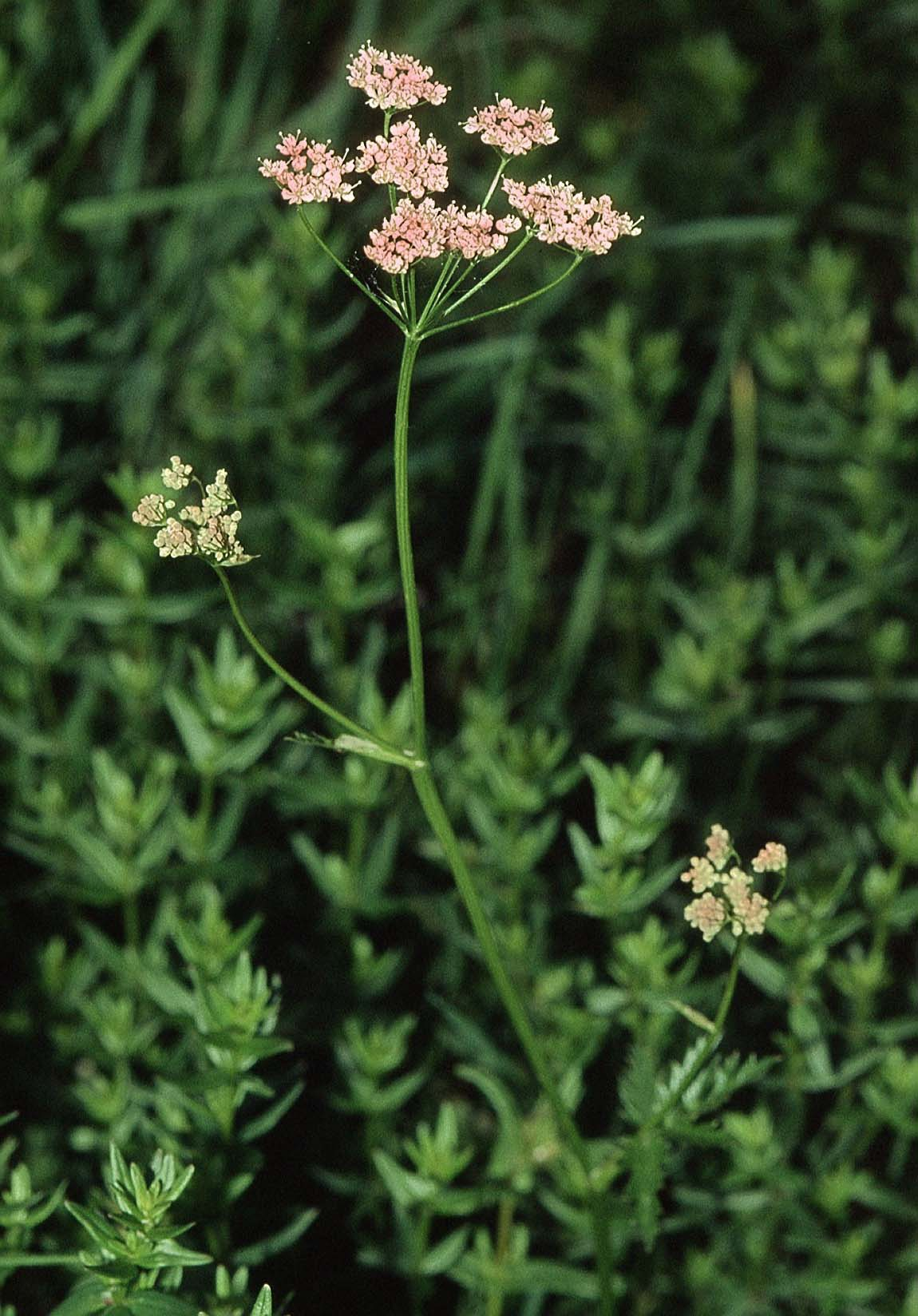
рослина
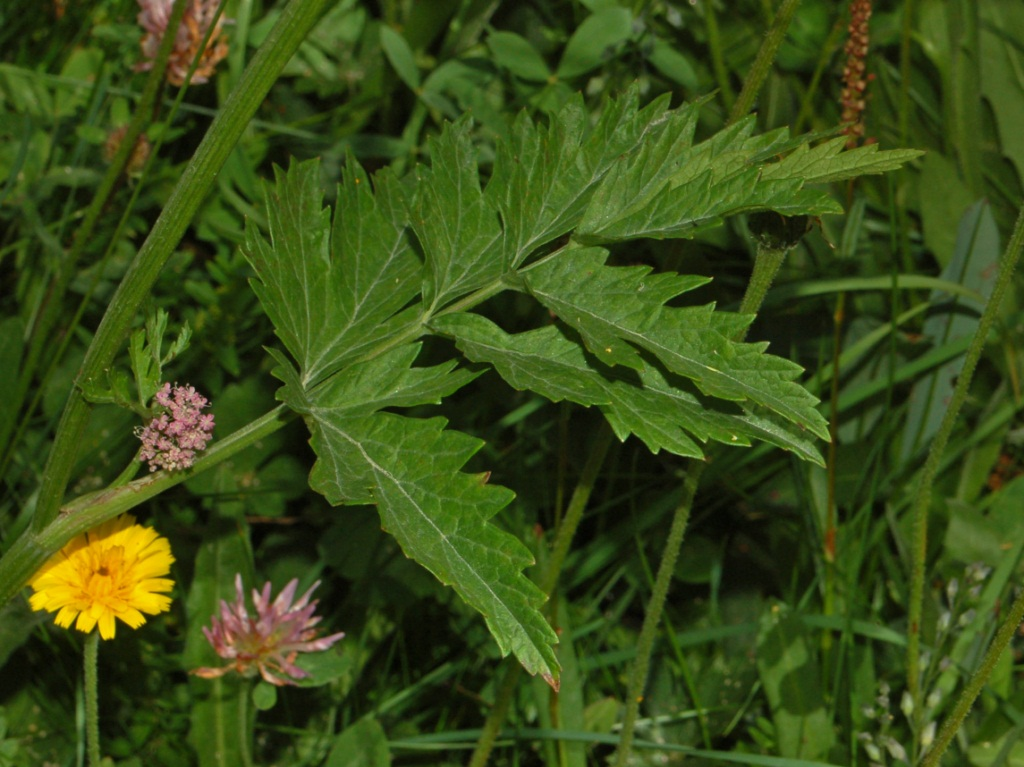
листя
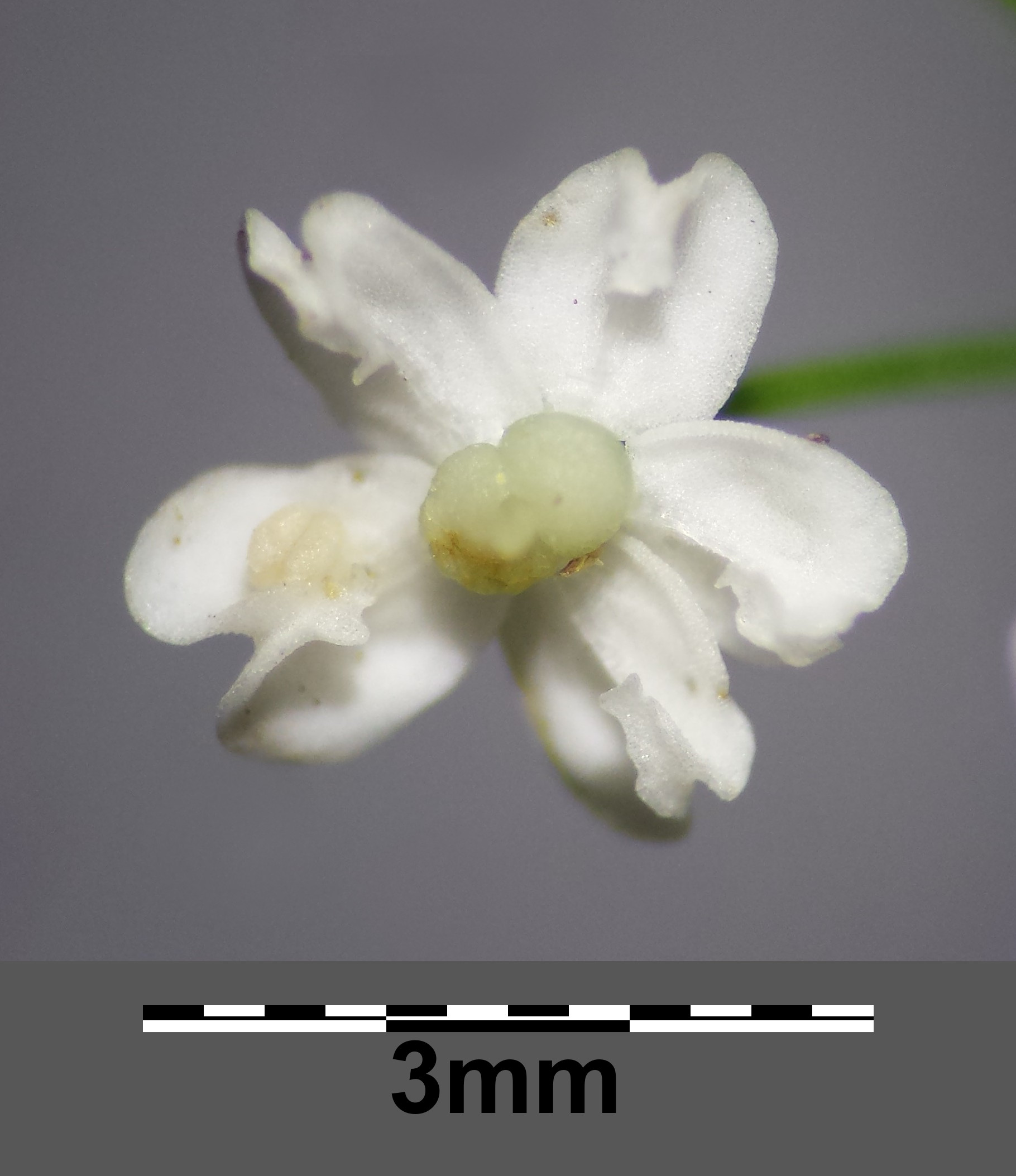
квітка
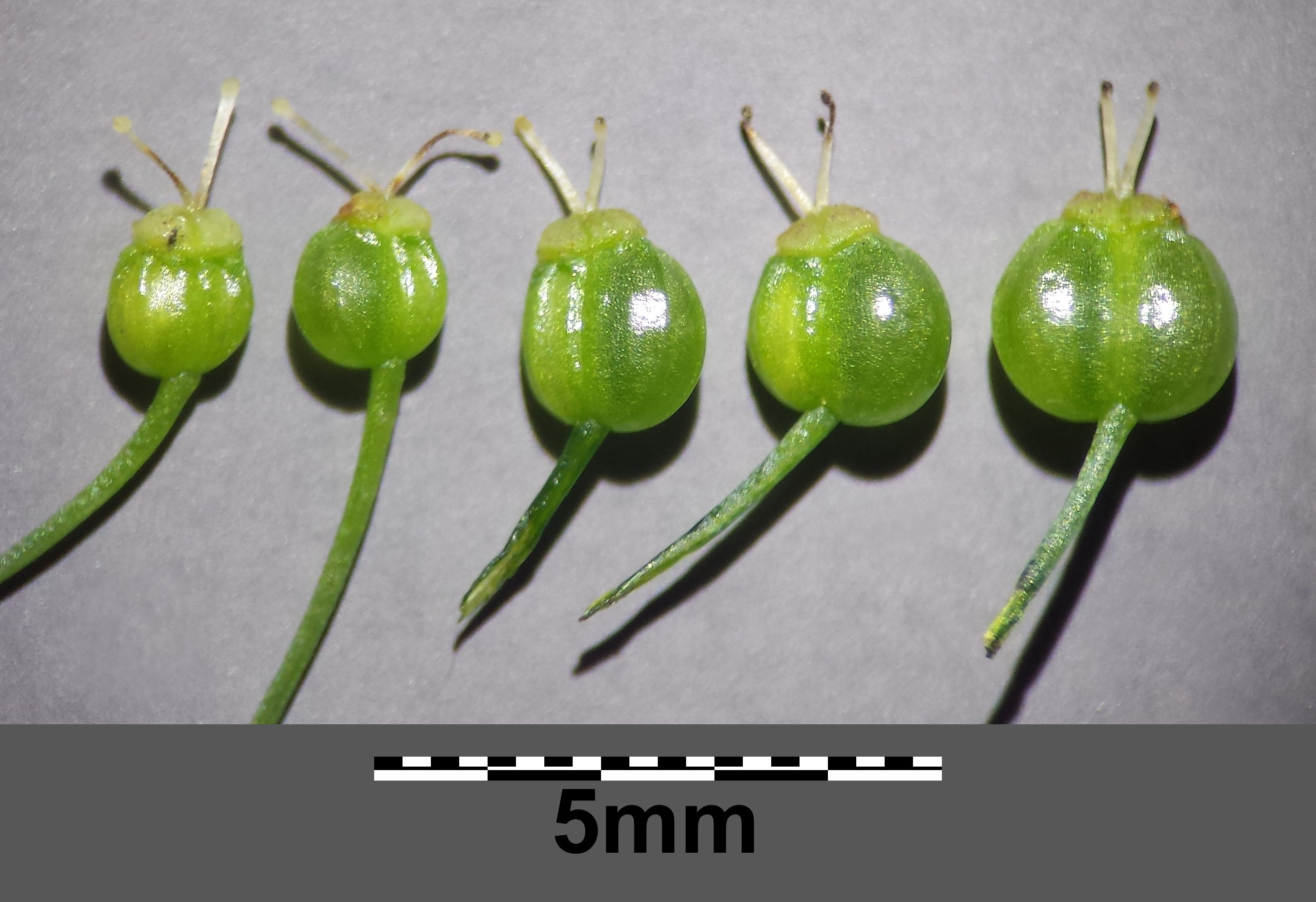
плоди
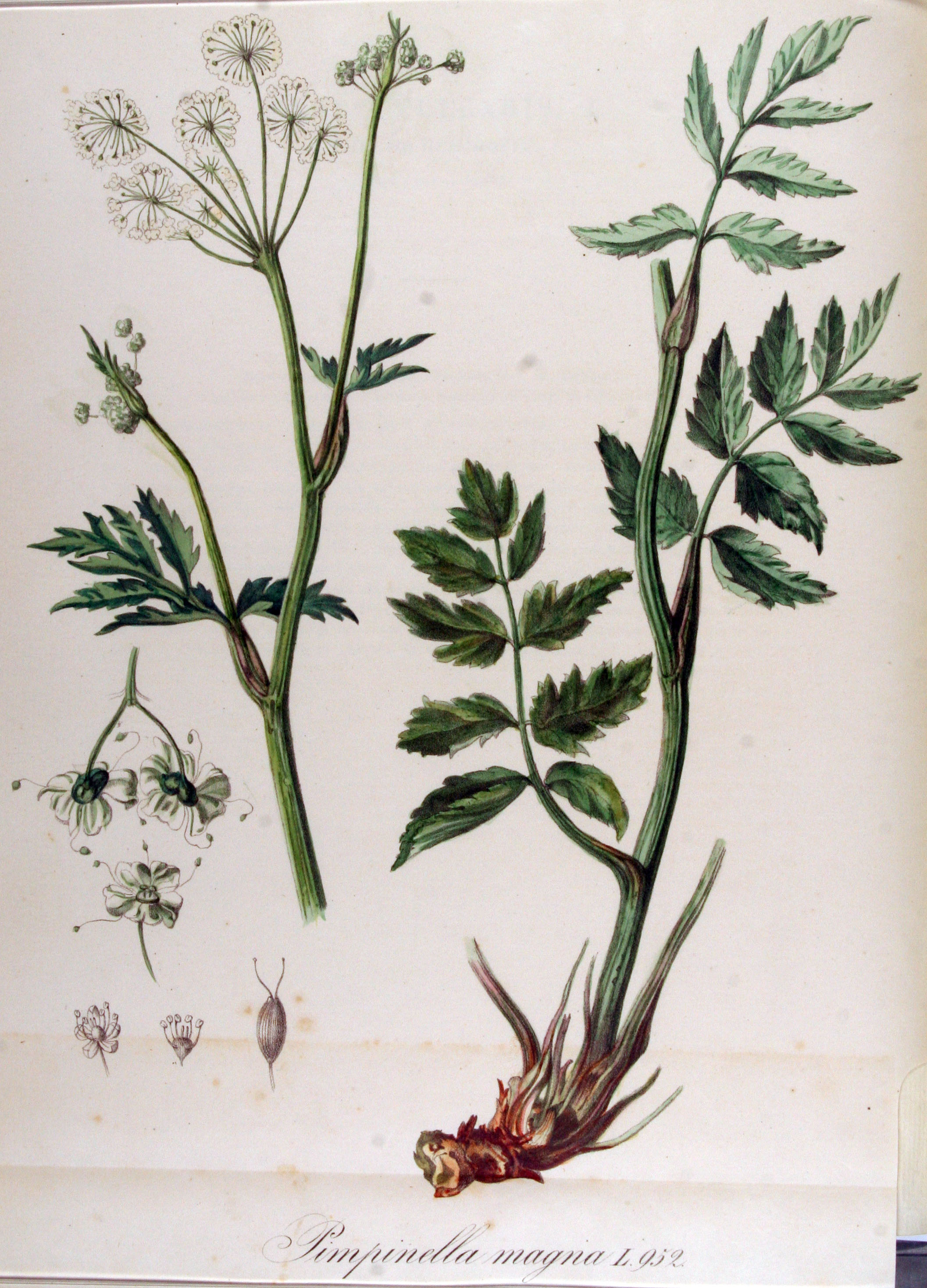
ілюстрація